# جائزة إيطاليا الكبرى للدراجات النارية

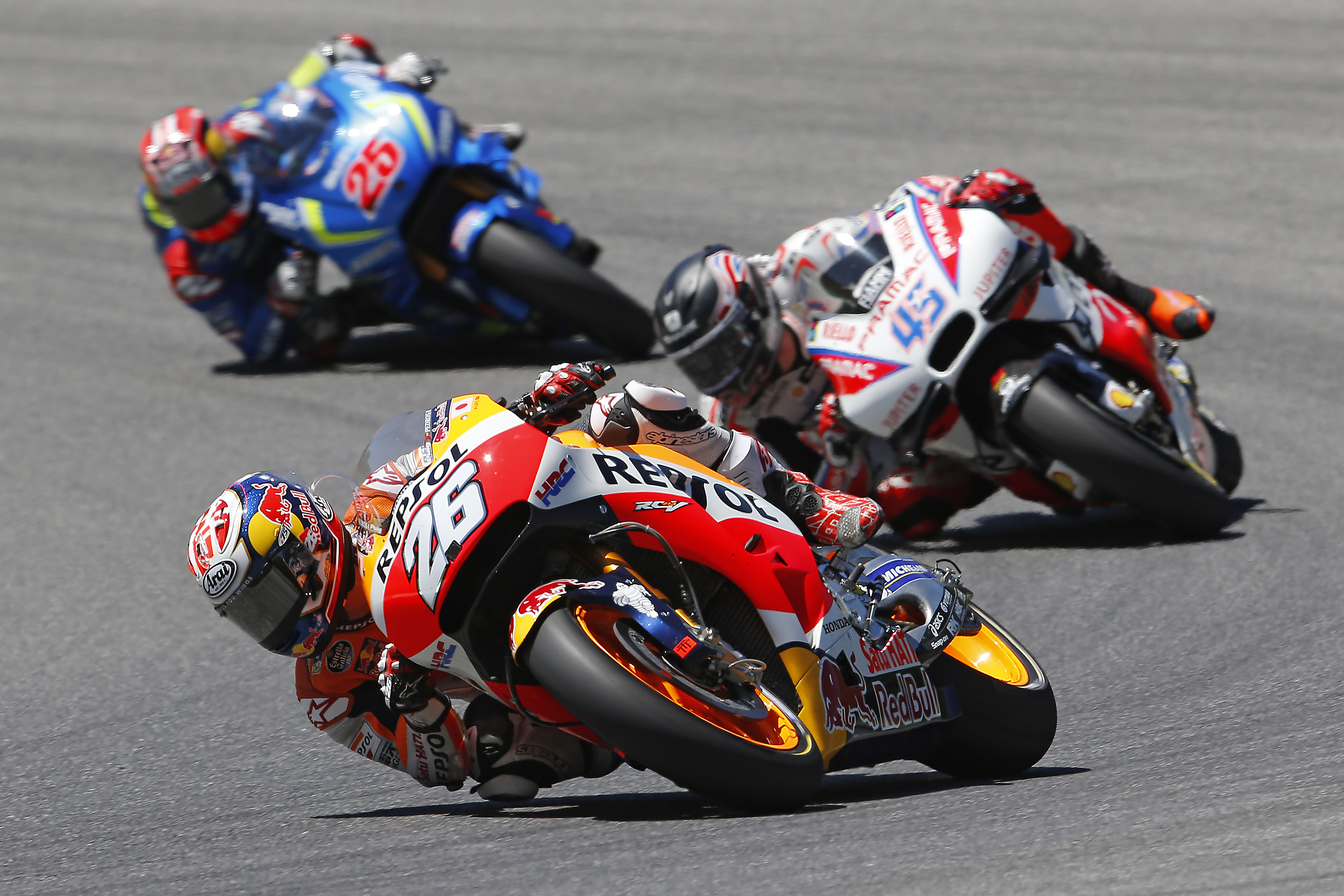

جائزة إيطاليا الكبرى للدراجات النارية هي حدث سباق للدراجات النارية ضمن سباق الجائزة الكبرى للدراجات النارية. انطلقت الجائزة في سنة 1949 وقتها فاز الإيطالي داريو أمبروزيني بفئة 250 سي سي وفاز نيلو باجاني بفئة 500 سي سي.تقام حاليا في حلبة موجيلو.